# Албергария-да-Серра
Албергария-да-Серра (порт. Albergaria da Serra) — район (фрегезия) в Португалии, входит в округ Авейру.
Является составной частью муниципалитета Арока. Находится в составе крупной городской агломерации Большой Порту. По старому административному делению входил в провинцию Дору-Литорал. Входит в экономико-статистический субрегион Энтре-Доуру-и-Воуга в составе Северного региона.
Население составляет 140 человек. Занимает площадь 14,72 км².